# Rahser
Rahser ist ein Ortsteil von Alt-Viersen, einem der vier Stadtteile von Viersen. Rahser liegt im Norden Alt-Viersens, an der Grenze zum Stadtteil Süchteln. Es ist einer der ältesten Ortsteile Viersens.

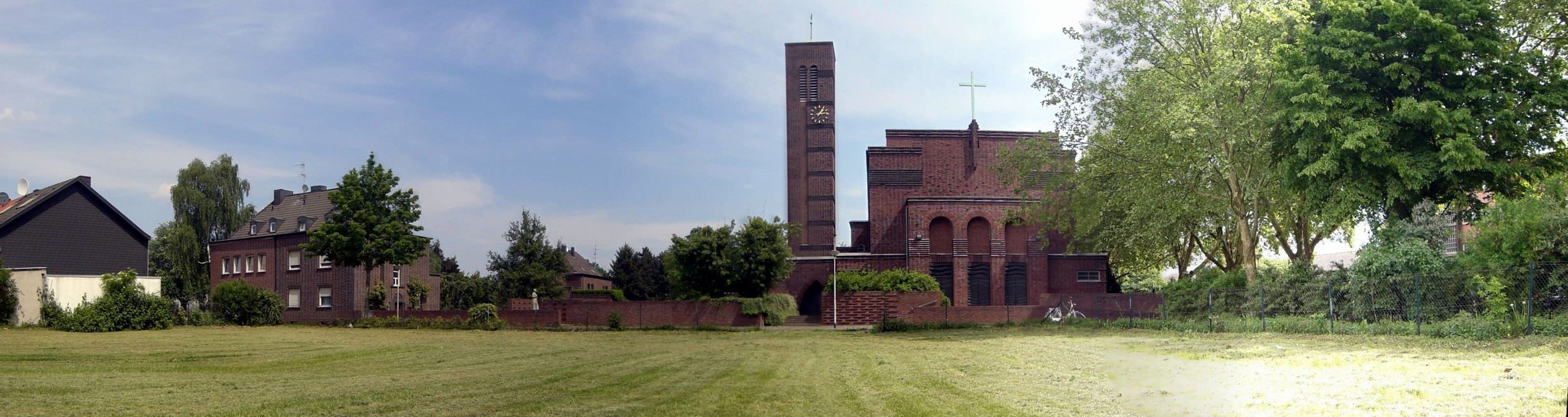
Panoramablick auf St. Notburga

Im lokalen Dialekt, dem Vierscher Platt, wird der Ortsteil Roahser ausgesprochen.
In Rahser waren früher vor allem Bauern ansässig. Mit dem Aufkommen der Textilindustrie um 1880/90 wurden Arbeiterwohnungen errichtet. 1925 entstand im Oberrahser ein reines Arbeiterviertel; dort zogen auch viele Beschäftigte des Unternehmens Kaiser’s Kaffee Geschäft AG hin. Im Rahser waren die Textilwerke Pongs & Zahn AG ansässig, bis ca. 1960 die größte Textilfabrik in Viersen; weitere Unternehmen waren Diergardt (Friedrich Freiherr von Diergardt, 1839 der größte Gewerbesteuerzahler Viersens), Goeters und Beckers & Hüskes. 1929 wurde die neue katholische Pfarrkirche St. Notburga von Bischof Josef Sträter geweiht. Nach dem Zweiten Weltkrieg wurde um die Notburga-Kirche ein neues Wohnviertel gebaut, das zunächst vorwiegend von Flüchtlingen und Spätheimkehrern bewohnt war. Das Neubaugebiet Büssemfeld war bis etwa 1976 freie Feldfläche und wurde erst nach und nach bebaut.

## Schulen
- Anne-Frank-Gesamtschule
- Gemeinschaftsgrundschule Rahser incl. Katholische Volksschule Oberrahser

## Kindergärten
- St.-Notburga-Kindergarten
- Ev. Kita Hand in Hand

## Vereine
- St. Notburga Schützenbruderschaft Viersen-Rahser e. V. 1705
- Fußballverein SC Rahser e. V. 1954
- 1. Dart Club Viersen-Rahser 1987 e. V.
- Kleingärtnerverein Rathuser-Feld e. V.
- Förderverein WIRvomRAHSER e. V.
- Förderverein des katholischen Kindergartens St. Notburga, Viersen-Rahser e. V.
- KG Roahser Jonges von 1936 e. V.